# 玄玄棋經
《玄玄棋經》是中国古代的一部圍棋經典书籍。在元朝至正九年（1349年）由嚴德甫和晏天章寫成。因认为“非通玄之士不足以论次”，所以名为“玄玄”。

## 作者
《玄玄棋經》由元朝庐陵的两位棋手嚴德甫和晏天章编成。嚴師，字德甫，弱冠时已经因为擅长下棋而“得名江右”。晏天章，字子可，北宋丞相晏殊後人，大戶人家，藏書豐富。

## 內容
《玄玄棋經》按照六艺之名，将分禮、樂、射、御、書、數六卷。包括棋诀、围棋艺文、起手式、死活题、手筋题等内容，其中死活题部分尤为经典，并在十七世纪就已经传至日本。
- 《禮》卷記載有序言和棋诀以及其他围棋艺文。

- 《序言》：共三篇，分别为虞集、欧阳玄和晏天章三人所作。
- 《棋經十三篇》：宋张拟所作。分《棋局》、《得算》、《權輿》、《合戰》、《虛實》、《自知》、《審局》、《度情》、《斜正》、《洞微》、《名數》、《品格》、《雜說》共十三篇。
- 《原弈》：唐皮日休所作。
- 《弈旨》：汉班固所作。为最早的围棋理论专著。
- 《围棋赋》：汉马融所作。
- 《悟棋歌》：吕公所作。为作者观棋后对道家学说有所领悟而作。
- 《四仙子图序》：徐宗彦所作。四仙子为刘仲甫、杨中隐、王琬、孙侁，其中记载了四人下联棋的经过。
- 《棋诀》：宋刘仲甫所作。

- 《樂》、《射》兩卷記載古代邊角定式。
- 《御》、《書》、《數》三卷記載圍棋殘局和死活，共三百八十七型。采用平、上、去、入记谱法。